# Negri (Bacău)
Negri è un comune della Romania di 2 926 abitanti, ubicato nel distretto di Bacău, nella regione storica della Moldavia.
Il comune è formato dall'unione di 6 villaggi: Brad, Călinești, Mâgla, Negri, Poiana, Ursuaia.